# مسجد شیخ نبهان اول
مسجد شیخ نبهان اول قدیمی‌ترین مسجد اهواز به حساب می‌آید. قدمت ساخت این مسجد به اواسط قرن ۱۱ هجری قمری بازمی‌گردد. این بنا در لیست آثار ملی ایران و زیر نظر سازمان میراث فرهنگی، صنایع دستی و گردشگری استان خوزستان است. یکی از جاذبه‌های جالب مسجد شیخ نبهان اول، بدون مناره بودن آن است. مسجد در زمینی به مساحت ۳۰۹/۳۷ متر مربع، طول ۲۱/۱ متر، عرض ۵/۳۲ متر ارتفاع ۶/۱۵ متر ساخته شده و ۱۶ متر از سطح دریا ارتفاع دارد و در بنای آن از گل رس و آهک استفاده شده است.

## قدمت
شیخ نبهان اول، حکمران وقت اهواز بنای مسجدی در کوی اهواز قدیم فعلی، کنار رودخانه کارون که در حال حاضر به نام مسجد حاج احمد عامری معروف شده‌است را احداث کرد. این مسجد اولین مسجد اهواز است که قدمت بیش از ۳۰۰ سال دارد.

## موقعیت جغرافیایی
مسجد شیخ نبهان اول در محلهٔ اهواز قدیم یا عامری در ساحل شرقی رود کارون قرار دارد.
منطقه عامری یکی از محلات قدیمی شهر اهواز است که هسته اصلی شهر را تشکیل می‌داده و در منطقه اهواز قدیم قرار دارد. خانه‌های قدیمی و نخل‌های بلند و پیر، نمای زیبایی به این محله شرق کارون داده است.
«شیخ نبهان عامری» که مردی مذهبی بود و تحصیلات مکتبخانه‌ای داشت. مسجد شیخ نبهان از ۴ دیوار از جنس گل رس و آهک با سقفی حصیری و کفی خاکی تشکیل شده بود و اهالی منطقه پس از وضو گرفتن در رودخانه کارون که آن روزها تا چند متری مسجد می‌رسید، به عبادت می‌پرداختند. پس از شیخ نبهان «حاج عامر عامری» نیز در شهرهای دیگر از جمله رامهرمز چند مسجد بنا کرد.
در شبستان مسجد ۶ گنبد- که روی ستون‌هایی به ارتفاع ۹۲ سانتی متر ساخته شده‌اند - وجود دارد. حیاط مسجد دارای طاقچه‌هایی با قوس هلالی است و قوس ورودی شبستان با گل پخته به صورت آجر و کاشی با رنگ فیروزه ای و مشکی تزئین شده. محراب قوس جناقی و شبستان ۳ ورودی داردکه برای پوشش آن‌ها از تیرهایی با چوب ساج استفاده شده‌است. نازک کاری داخل بنا دوباره سازی شده و تا ارتفاع یک متر و ۲۰ سانتی‌متر از کف سنگ« ازاره »کار شده‌است. همچنین حدود ۵۰ تا ۶۰ سال قبل کف مسجد با موزاییک فرش شده، اما اسکلت کلی بنا سالم مانده‌است. از نظر دوره‌بندی این مسجد به قرون متاخر اسلامی یعنی قرون ۱۰ تا ۱۳ اختصاص دارد.

## مرمت
حاج احمد عامری یکی از نوادگان شیخ نبهان طی دو مرحله در سال های ١٣٣٠ و ١٣٤٧ به دلیل مجاورت با رودخانه کارون و رطوبت بیش از حد مسجد را مرمت و بازسازی کرد و در همان زمان حسینیه ای به نام خودش در کنار مسجد بنا کرد.